# Conselho Geral da Província de Santa Catarina – 1.ª legislatura
O Conselho Geral da Província de Santa Catarina, como estabelecido na Constituição brasileira de 1824, foi o órgão popular representativo junto à presidência da província. Em 1834 o Ato Adicional à Constituição substituiu o Conselho Geral da Província pela Assembleia Legislativa Provincial.
A 1ª legislatura (1824 — 1828) era composta de 13 membros:
| Nº | Deputado                       | Votos |
| -- | ------------------------------ | ----- |
| 1  | Francisco Luís do Livramento   | 53    |
| 2  | Francisco Machado de Sousa     | 39    |
| 3  | José Dias de Siqueira          | 36    |
| 4  | Lourenço Rodrigues de Andrade  | 34    |
| 5  | Mariano Antônio Correia Borges | 32    |
| 6  | Joaquim de Santana Campos      | 29    |
| 7  | José Luís do Livramento        | 29    |
| 8  | Jerônimo Francisco Coelho      | 28    |
| 9  | João da Costa Pereira Dinis    | 26    |
| 10 | Miguel de Sousa Melo e Alvim   | 26    |
| 11 | Antônio Francisco da Costa     | 25    |
| 12 | José Francisco Coelho          | 25    |
| 13 | Joaquim José de Oliveira       | 21    |